# Moździerz przeciwlotniczy 70 mm

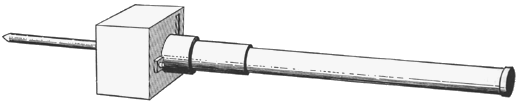
Moździerz przeciwlotniczy

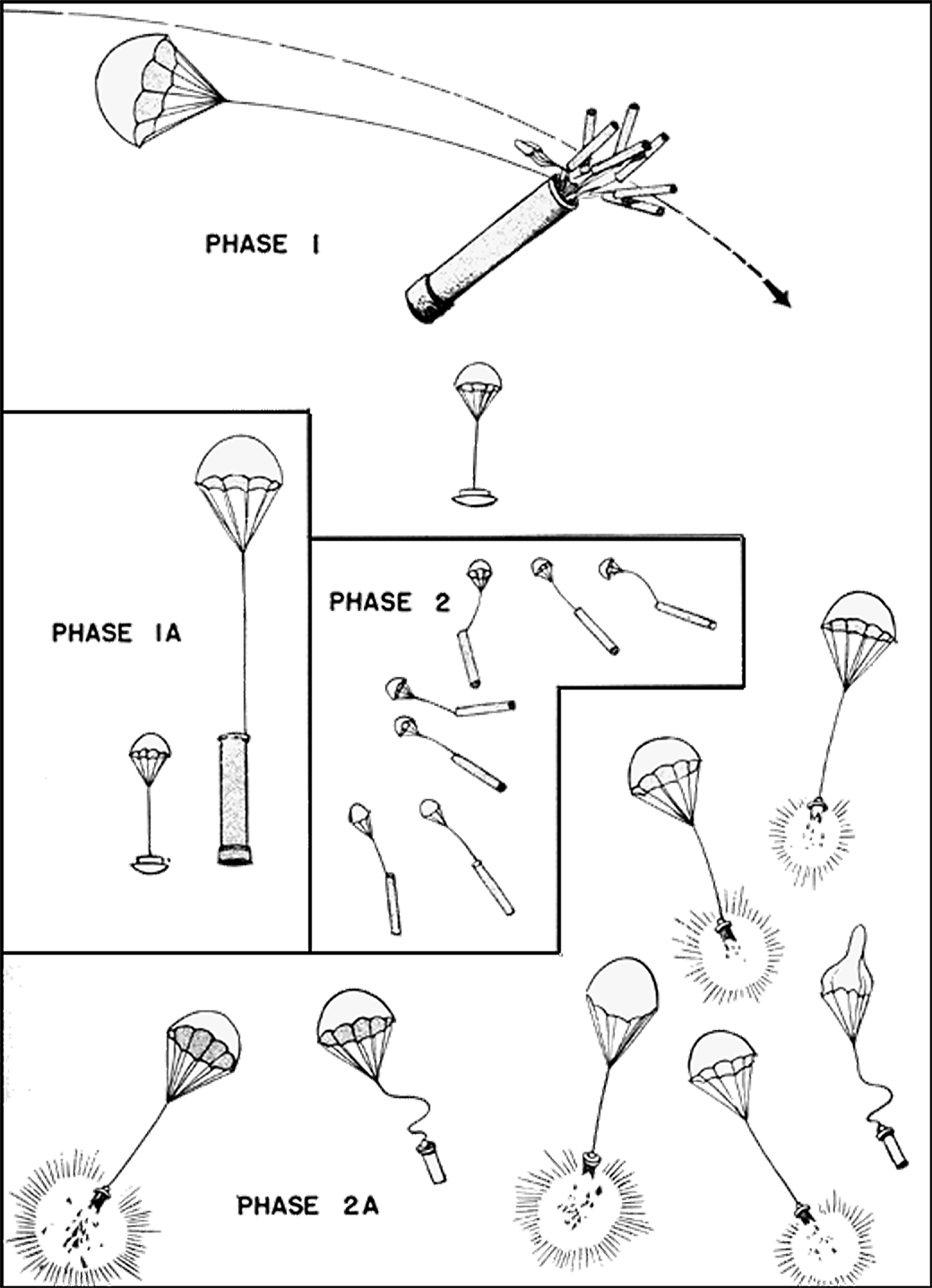
Schemat działania

Moździerz przeciwlotniczy 70 mm – japoński moździerz z okresu II wojny światowej zaprojektowany jako broń piechoty do zwalczania nisko lecących samolotów, używany także przeciwko celom naziemnym.

## Opis
Broń miała bardzo prostą konstrukcję. Składała się tylko z drewnianego kloca, do którego przymocowana była lufa moździerzowa, na spodzie kloca znajdował się długi szpikulec do wbicia w ziemię. Broń nie miała żadnych przyrządów celowniczych. 
Pocisk moździerza składał się z 7 niewielkich (17 mm × 127 mm) ładunków wybuchowych z przyczepionymi do nich spadochronami. Po wystrzeleniu pocisk wzbijał się na wysokość około 600 metrów i po osiągnięciu szczytu trajektorii lotu z jego wnętrza wypadały „miny powietrzne”, które powoli opadały na spadochronach w dół. 
Moździerz mógł być także używany przeciwko piechocie nieprzyjaciela jako prymitywna forma bomby kasetowej. W obu zastosowaniach skuteczność moździerza była bardzo niska, co było spowodowane bardzo prymitywną konstrukcją i brakiem jakiegokolwiek celownika oraz niewielkimi ładunkami wybuchowymi w jego pociskach.
Produkowano także wersję o kalibrze 80 mm.